# Guardian Angels

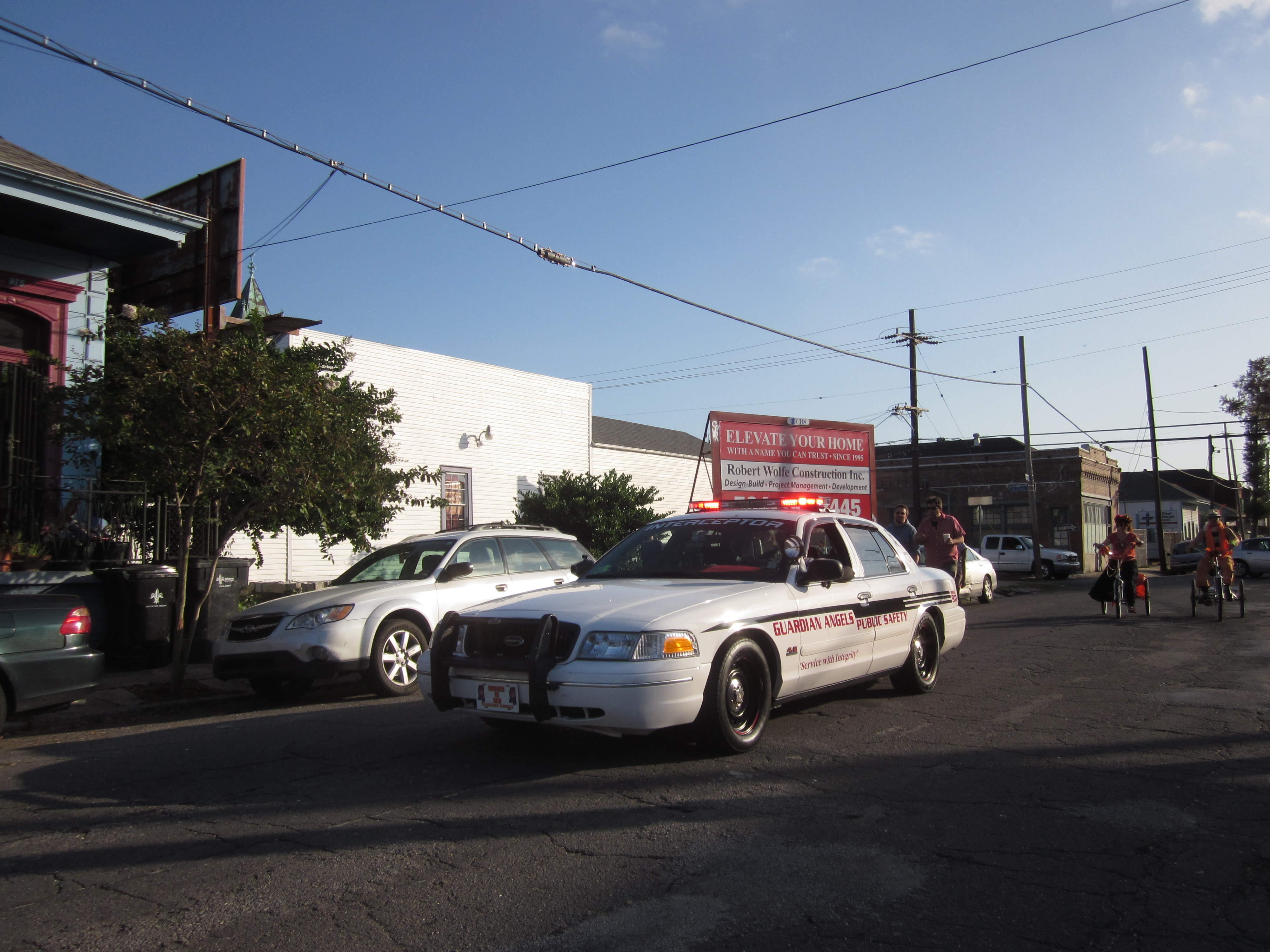
Foto de New Orleans Fringe Festival 2011.

Guardian Angels (Ángeles guardianes en español) es una Organización No Gubernamental (ONG) que persigue activar al ciudadano en acciones focalizadas en su barrio, a través de la rehabilitación de espacios públicos tales como: escuelas, plazas, jardines, la conservación de los mismos y la vigilancia coordinada con las autoridades en su comunidad para disminuir los índices delictivos en la misma.

## Marco histórico
El proyecto fundacional nació en 1979 en el barrio del Bronx de la ciudad de Nueva York, cuando el ciudadano Curtis Sliwa organizó a un grupo de vecinos hartos por la inseguridad y el crimen que vivían en su comunidad. De ahí nació Guardian Angels, que comenzó a ejecutar programas orientados a rehabilitar espacios públicos y la organización de grupos de auxilio ciudadano que inhibieran y previnieran el delito. 
Después de cuarenta años de su fundación, Guardian Angels está presente en más de trece países, ciento treinta y ocho ciudades en el mundo, y cuenta con más de cincuenta  y cinco mil voluntarios, con un modelo exitoso de participación ciudadana, logrando disminuir considerablemente el crimen en ciudades tan conflictivas como Nueva York y Chicago.

## Capítulo México
En la Ciudad de México, Ian Hodgkinson ha operado el capítulo desde el año 2006, teniendo presencia en dieciocho colonias de alta marginación social y además produciendo un programa de televisión en un canal local de la ciudad que da cobertura a la labor de la organización.
En octubre del año pasado[¿cuándo?] The Alliance of Guardian Angels tomó la decisión de relanzar formalmente el proyecto, siendo Guadalajara la plataforma de lanzamiento a nivel México.

### Capítulo España
Los Ángeles Guardianes en España se lanzó oficialmente a mediados de agosto del año 2019, en la ciudad catalana de Barcelona, España. Varias personas que eran pertenecientes a, entre ellas de las Patrullas Ciudadanas, lideradas por la reconocida 'cazacarteristas' Eliana Guerrero y la agrupación de información contra robos la Barcelona Residents Against Robberies, invitaron al fundador y director de los A.G. Curtis Sliwa a ir a Barcelona a estudiar y evaluar la situación de criminalidad violenta en la ciudad. En julio de 2019 el Coordinador  Internacional de los Ángeles Guardianes, Keiji 'KG' Oda, fue a reunirse con los arriba mencionados grupos y llegaron al acuerdo de comenzar operaciones. Para tal efecto la segunda semana de agosto, los días viernes-lunes el Coordinador de los A.G. del Reino Unido, Marcus 'Scooter' Suitor y su instructor Eduardo 'Walrus' Salgado estuvieron estableciendo un lidererazgo local para los A.G. En su lugar quedaron como líderes locales cuatro personas. Información del grupo se puede encontrar abajo.

## Cronología
- 1979 - Inician los Grupos de Auxilio Ciudadano en el Metro de la Ciudad de Nueva York donde amedrentaban grupos armados
- 1981 - Guardian Angels inauguran el Capítulo en la ciudad de Los Ángeles, California.
- 1983 – Guardian Angels reciben el Premio Nacional a la Acción Voluntaria, por parte del Presidente de los Estados Unidos, Ronald Reagan.
- 1987 – Nace en Puerto Rico el Capítulo Guardian Angels.
- 1989 – Nace en Londres el primer Capítulo en Europa de Guardian Angels.
- 1992 – Australia se suma a los Guardian Angels.
- 1996 – Inicia en Japón el primer Capítulo de Guardian Angels en Asia.
- 2001 – Reconocimiento por el Gobierno de Japón, como la más destacada Asociación Civil de ese año en el país.
- 2002 – Comienza el Capítulo Guardian Angels Brasil.
- 2005 – Sudáfrica se convierte en el primer país africano en iniciar un Capítulo de Ángeles Guardianes.
- 2006 – Los Ángeles Guardianes son invitados a dar una plática acerca de sus experiencias en las Naciones Unidas.
- 2006 – Se funda el Capítulo Guardian Angels México.